# Wilhelm Lehmbruck

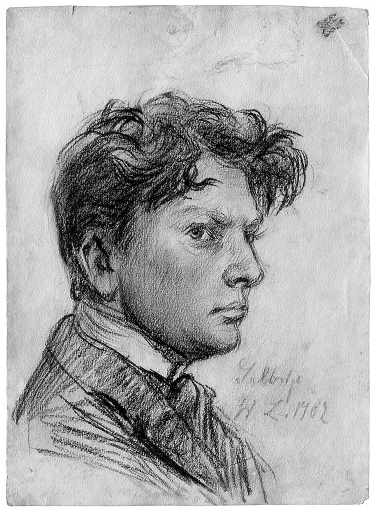
Wilhelm Lehmbruck: Selbstbildnis, 1902

Wilhelm Lehmbruck (* 4. Januar 1881 in Meiderich bei Duisburg; † 25. März 1919 in Berlin-Friedenau) war ein deutscher Bildhauer, Grafiker und Medailleur.

## Leben und Wirken

### Herkunft und Ausbildung
Lehmbruck wurde als viertes Kind einer Bergarbeiterfamilie geboren. Nach der Volksschule besuchte er bis zum Tod seines Vaters im Jahre 1899 auf Empfehlung seines Lehrers die Kunstgewerbeschule Düsseldorf. In dieser Zeit verdiente er mit Illustrationen wissenschaftlicher Bücher und mit Dekorationsarbeiten seinen Lebensunterhalt. 1901 begann er an der Düsseldorfer Kunstakademie ein Studium unter Karl Janssen, dessen Meisterschüler er wurde.
Im Jahr 1906, nach Abschluss seines Studiums, wurde er Mitglied des Vereins der Düsseldorfer Künstler und der Société nationale des beaux-arts in Paris, an deren jährlichen Ausstellung im Grand Palais er ab 1907 teilnahm.

### Familiengründung und frühe berufliche Entwicklung

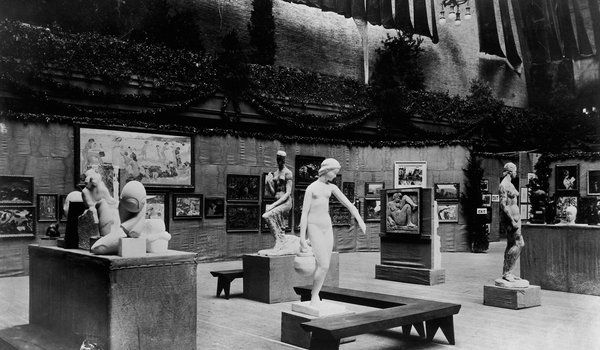
Armory Show, 1913

1908 heiratete er Anita Kaufmann, ein Jahr später wurde sein Sohn Gustav Wilhelm geboren. Mit Unterstützung des Düsseldorfer Kunstsammlers Carl Nolden verlegte er 1910 seinen ständigen Wohnsitz nach Paris, wo er im Herbst des gleichen Jahres erstmals am fortschrittlichen Salon d’Automne teilnahm. In Paris machte er die Bekanntschaft mit Künstlern wie Alexander Archipenko und Auguste Rodin, dem Architekten Ludwig Mies van der Rohe und dem Kunstkritiker Julius Meier-Graefe. Lehmbruck stellte sich dem Hagener Sammler Karl Ernst Osthaus vor, der ihm 1912 eine Präsentation einiger Werke in seinem Folkwang Museum ermöglichte. Darüber hinaus wurden Werke von Lehmbruck in Ausstellungen in Berlin, Köln, München, Düsseldorf und 1913 in der Armory Show in New York gezeigt. 1913 wurde sein zweiter Sohn Manfred Lehmbruck in Paris geboren. Ein Jahr später kam es in der Galerie Paul Levesque in Paris zur ersten großen Ausstellung, die ausschließlich seinen Werken gewidmet war.
Kurz bevor der Erste Weltkrieg ausbrach kehrte Lehmbruck mit seiner Familie nach Deutschland zurück, wobei einige Werke in Paris zurückbleiben mussten und im Verlauf des Krieges verloren gingen. Die Familie Lehmbruck zog zunächst nach Köln und dann nach Berlin, wo sie nach einigen Wochen der Wohnungssuche eine Wohnung mit angrenzendem Atelier in der Fehlerstraße 1 in Berlin-Friedenau fanden, unweit der Bronzegießerei Noack. In Berlin vertiefte Lehmbruck seine Beziehung zu dem Galeristen Paul Cassirer, der seit 1913 Verwalter seines graphischen Werks war. 1915 wurde Lehmbruck als Sanitäter im Hilfslazarett Berlin-Friedenau tätig. Mit der Unterstützung von Max Liebermann wurde Lehmbruck im Dezember 1915 als Kriegsmaler vom 15. Januar bis 15. April 1916 in Straßburg zugelassen, wurde jedoch aufgrund einer amtlich bescheinigten Schwerhörigkeit vom Kriegsdienst freigestellt. Er verbrachte Zeit mit dem Maler Arthur Degner, den er durch den Sonderbund kannte und der ihm für eines seiner Hauptwerke, den Sitzenden Jüngling, Modell saß. Im selben Jahr hatte er in der Kunsthalle Mannheim, dank dessen Leiters Fritz Wichert und seines Mäzens Salomon „Sally“ Falk, seine erste große Einzelausstellung in Deutschland.

### Schaffenshöhepunkt und Lebensende

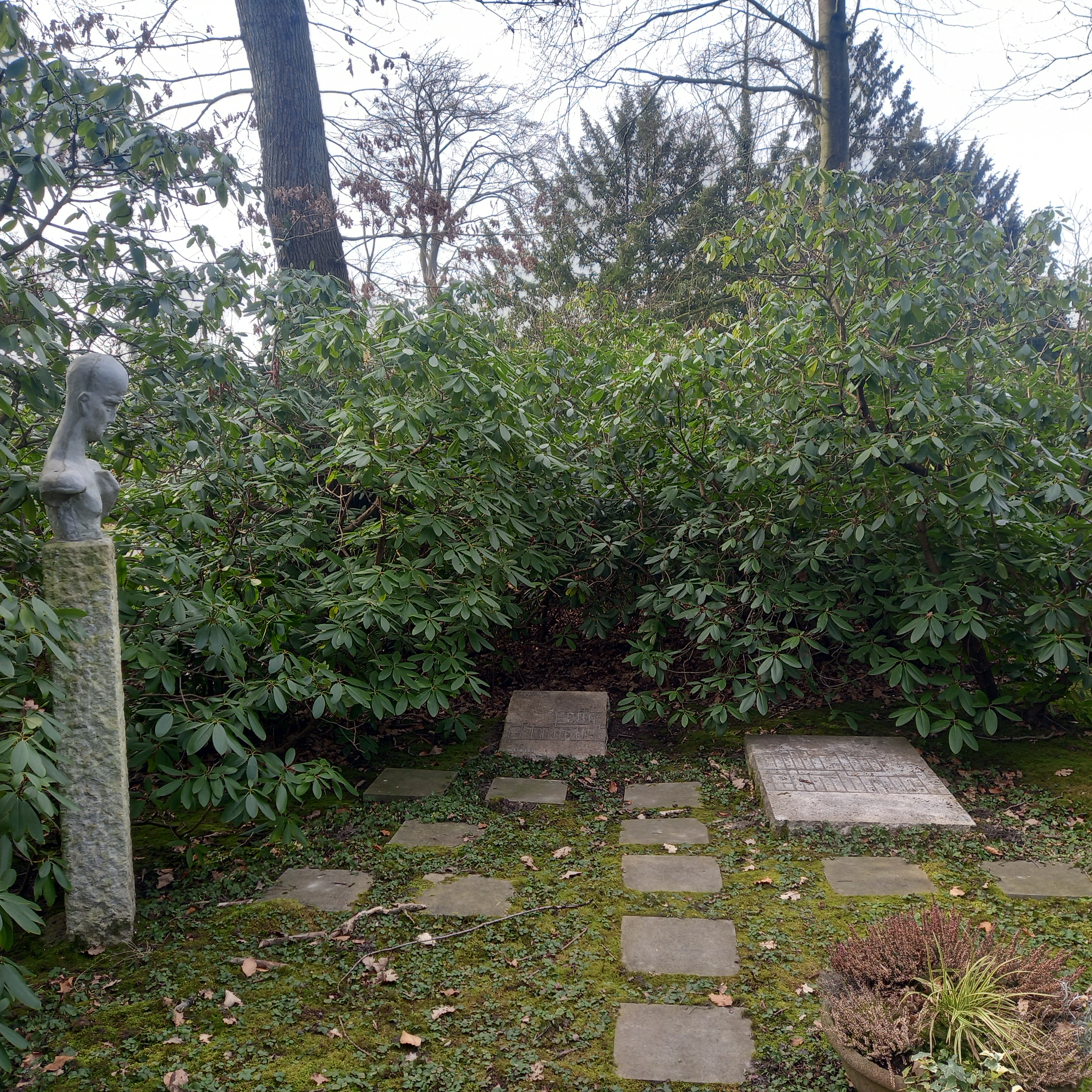
Das Grab von Wilhelm Lehmbruck und seiner Ehefrau Anita geborene Kaufmmann auf dem Waldfriedhof Duisburg

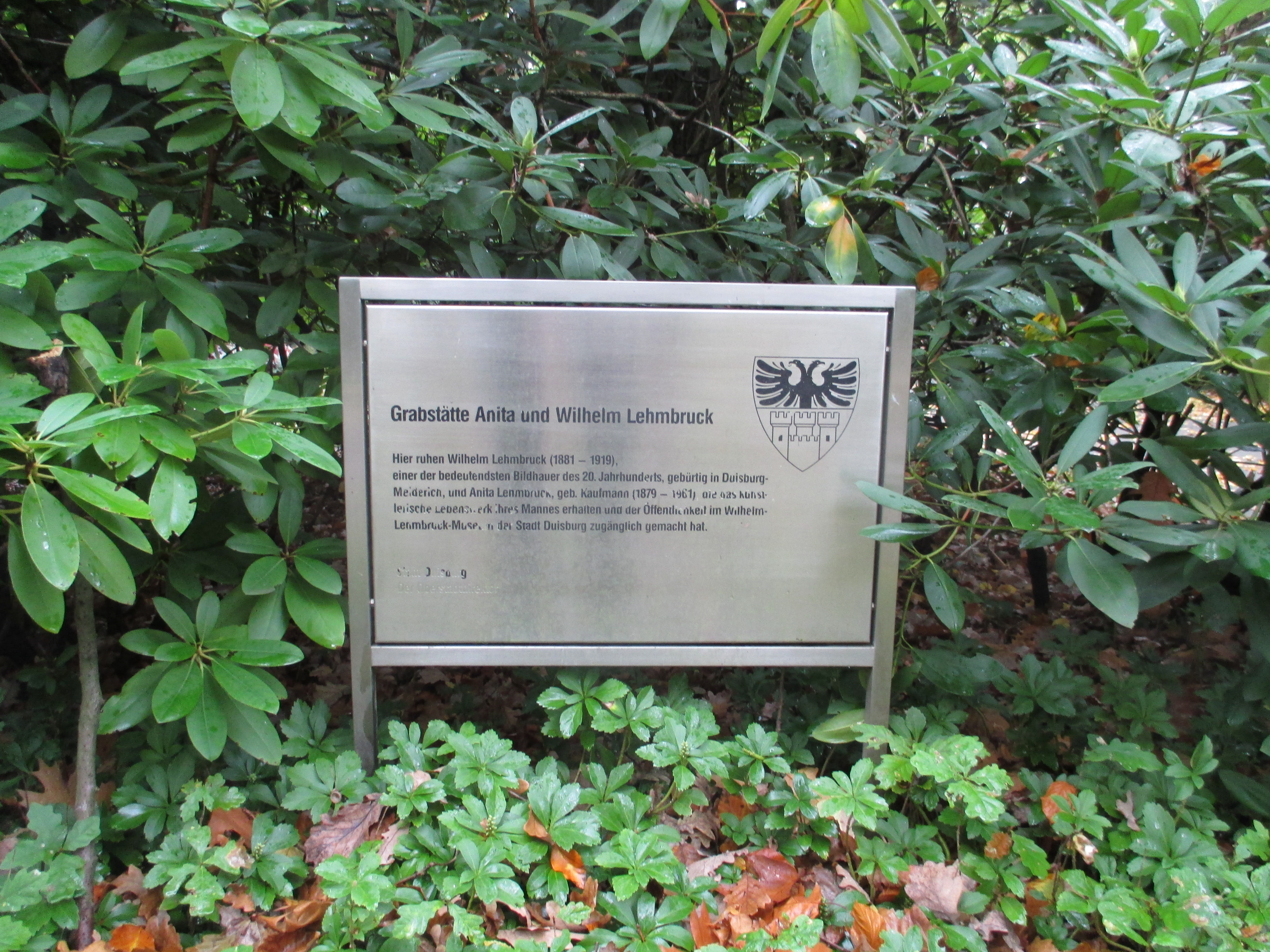
Gedenktafel für die Grabstätte von Anita und Wilhelm Lehmbruck

Ab Dezember 1916 lebte und arbeitete er in Zürich, wo er, bevor er eine geeignete Wohnung für seine Familie finden konnte, in einer Atelierwohnung im Dachgeschoss der Pestalozzi-Schule von Han Coray unterkam. In dieser anfänglichen Zeit verbrachte er viele Abende bei dem Künstler Hans Richter und seiner Frau, die er bereits in Berlin kennengelernt hatte. 1917 wurde sein dritter Sohn Guido geboren. In Zürich lernte Lehmbruck zahlreiche pazifistisch gesinnte Künstler und Literaten wie Ludwig Rubiner, Else Lasker-Schüler, Leonard Frank, Yvan Goll und Claire Studer kennen, von denen er viele porträtierte. Durch den gemeinsamen Arzt Bruno Bloch lernte er 1917 den Schriftsteller Fritz von Unruh kennen, mit dem er eine enge Freundschaft entwickelte. Ebenfalls lernte er durch Albert Ehrenstein die Schauspielerin Elisabeth Bergner kennen, die er mehrfach porträtierte und in die er sich unglücklich verliebte.
Lehmbruck stellte noch in Basel und Zürich aus und es entstanden in dieser Zeit zahlreiche Zeichnungen und Druckgraphiken. Während der gesamten Kriegsjahre schuf er Werke, die zu den Höhepunkten seines Schaffens zählen.
Anfang 1919 reiste Lehmbruck wegen eines Porträtauftrags zurück nach Berlin. In dieser Zeit unterschrieb er den Aufruf An das Deutsche Volk und die Kulturwelt! von Rudolf Steiner und wurde zum Mitglied der Preußischen Akademie der Künste ernannt.
Lehmbruck litt zunehmend an Depression und setzte seinem Leben ein Ende. Seine Leiche wurde am 25. März 1919 in seiner Wohnung in der Fehlerstraße 1 in Berlin-Friedenau gefunden. In seiner Sterbeurkunde wird spezifiziert: "Tag und Stunde des erfolgten Todes sowie die Auffindungsstunde konnten nicht festgestellten [sic] werden." Er ist auf dem Waldfriedhof in Duisburg-Wanheimerort neben seiner Ehefrau Anita bestattet, wo ihr Grab noch heute besucht werden kann.

## Bildhauerisches Werk

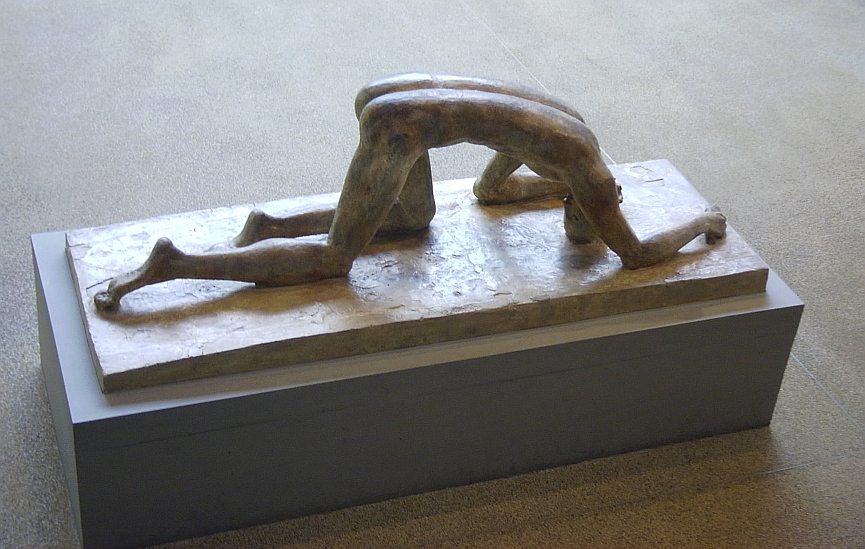
Wilhelm Lehmbruck: Der Gestürzte. 1915/1916

Lehmbrucks bildhauerisches Werk dreht sich hauptsächlich um den menschlichen Körper. Es ist sowohl vom Naturalismus als auch vom Expressionismus beeinflusst. Die meisten seiner Skulpturen drücken Leid und Elend aus und sind anonymisiert, es sind also keine individuellen Gesichtszüge oder Ähnliches erkennbar. Beispielhaft sei auf die überlängte und stark abstrahierte Figur Der Gestürzte verwiesen.
Wilhelm Lehmbrucks Kniende war Blickfang und Einstimmung auf der documenta 1 (1955) und der documenta III im Jahr 1964 in Kassel. Es entstanden vier Steingüsse unter Lehmbrucks Anleitung. Die Skulptur wurde 1937 in München und andernorts unter dem Titel Entartete Kunst gezeigt und anschließend zerstört. Die Berliner Kniende verblieb im Kronprinzenpalais, im damals weltweit ersten Museum für zeitgenössische Kunst, und wurde zur Münchner Ausstellung nicht überführt. Durch Bombenangriffe auf das Palais 1945 zerstört, waren die erhaltenen Überreste bis 2015 in der Ausstellung Die Schwarzen Jahre im Museum für Gegenwart ausgestellt. Die zwei erhaltenen Steingüsse stehen heute im Museum of Modern Art in New York und im Dresdner Albertinum.
Lehmbruck zählt mit seinen Arbeiten neben Ernst Barlach und Käthe Kollwitz zu den bedeutendsten deutschen Bildhauern aus der ersten Hälfte des 20. Jahrhunderts.

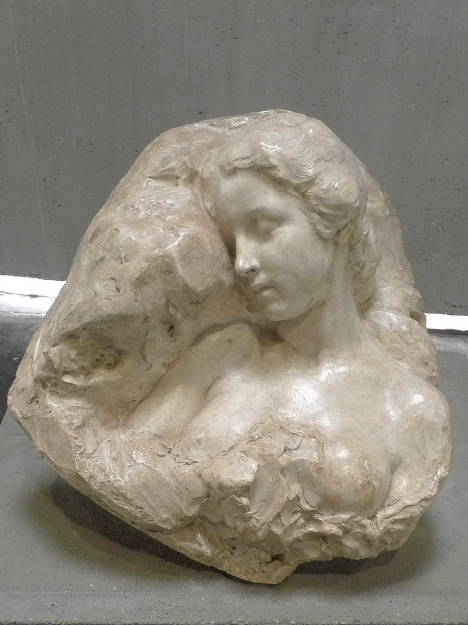
Schlaf (1907)
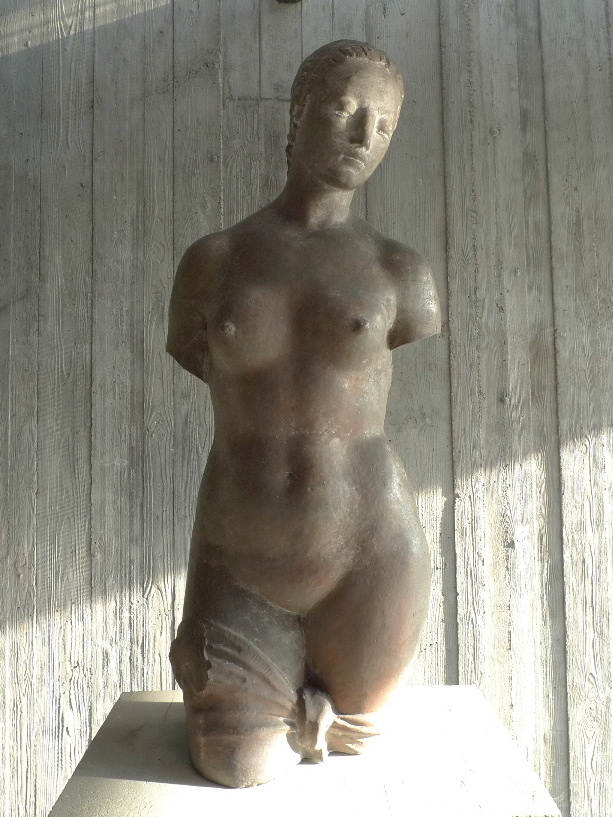
Weiblicher Torso (Torso der Großen Stehenden) (1910)
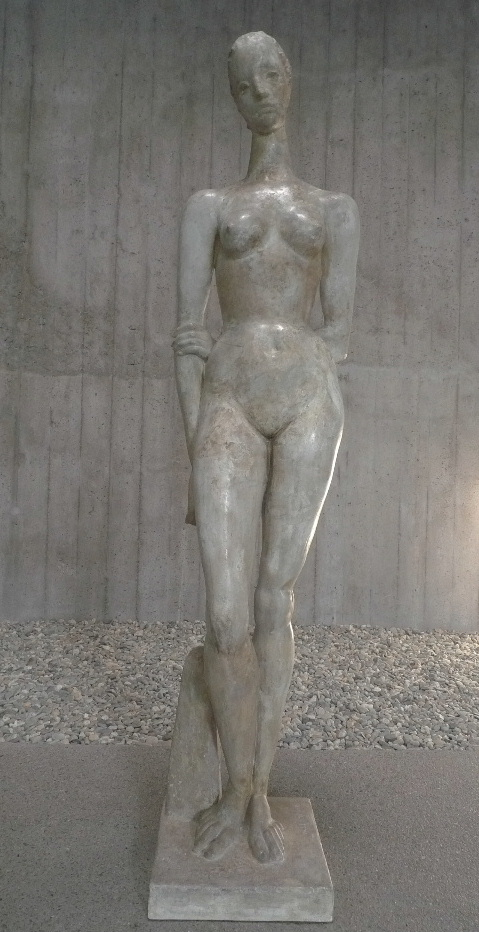
Große Sinnende (1913)
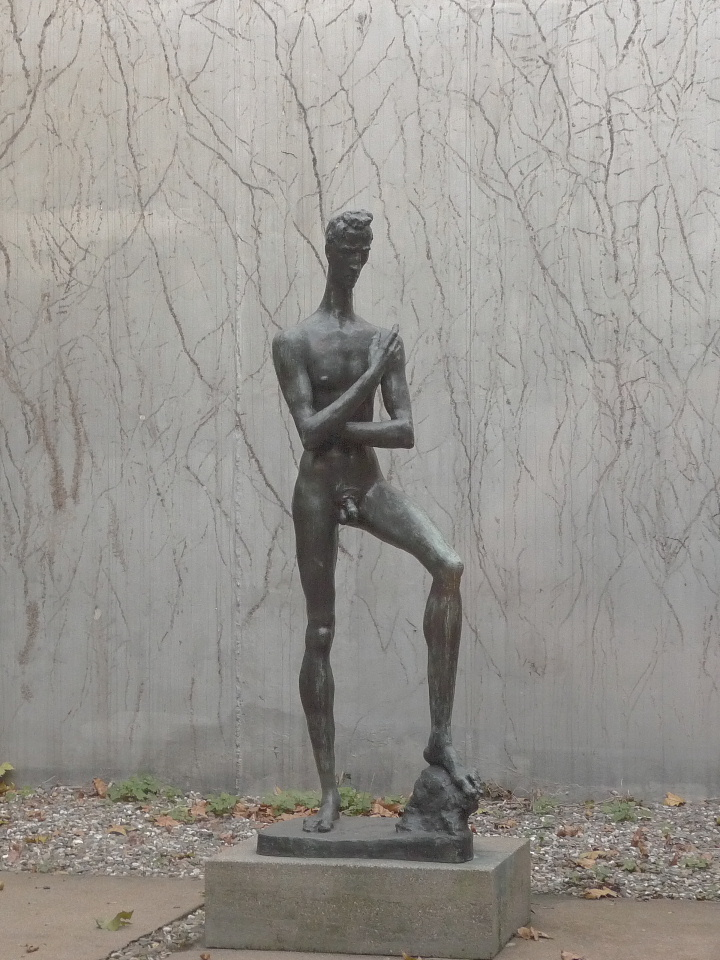
Emporsteigender Jüngling (1913)
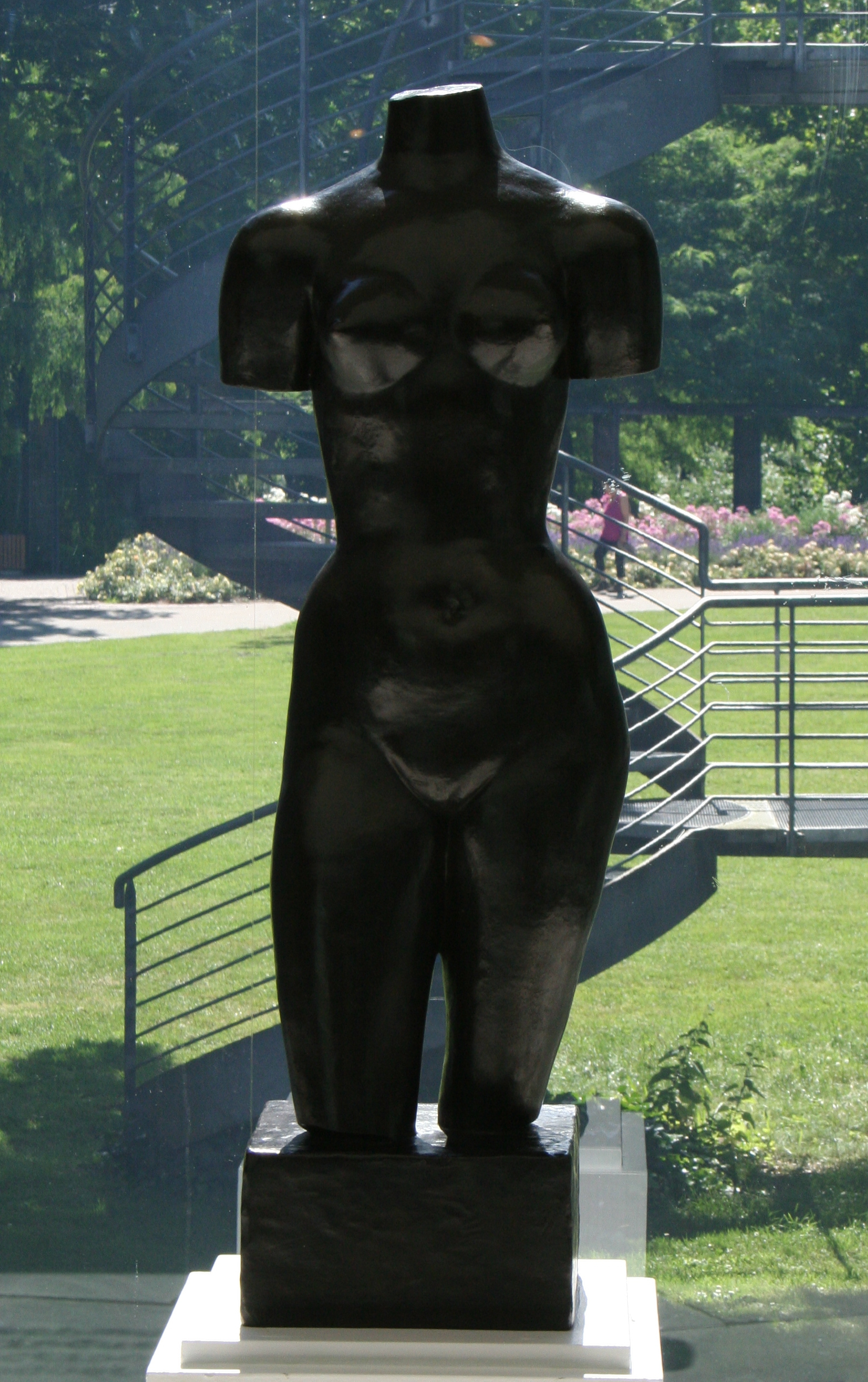
Torso der Sinnenden (1913/1914)
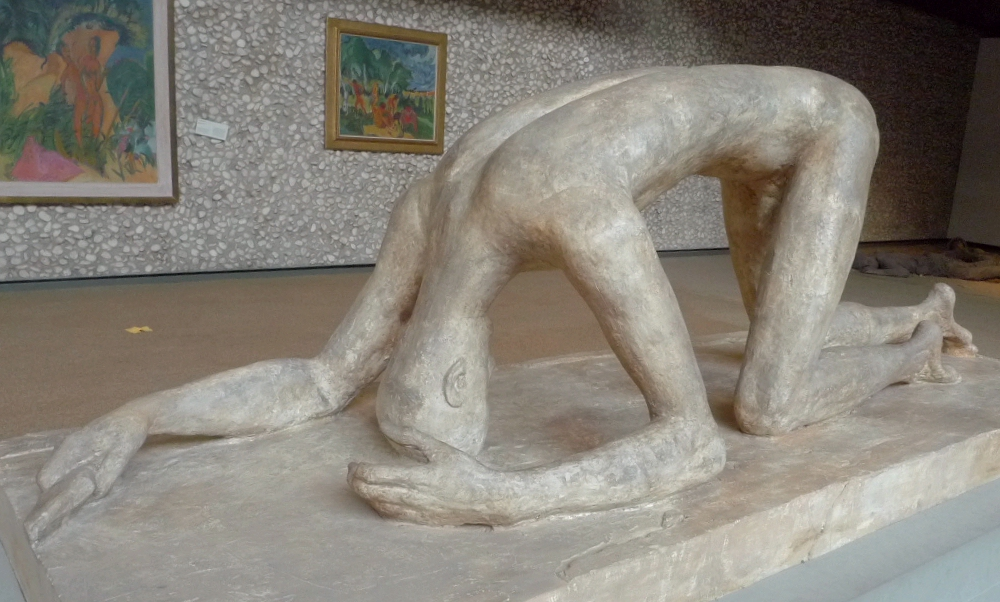
Der Gestürzte (1915/1916)
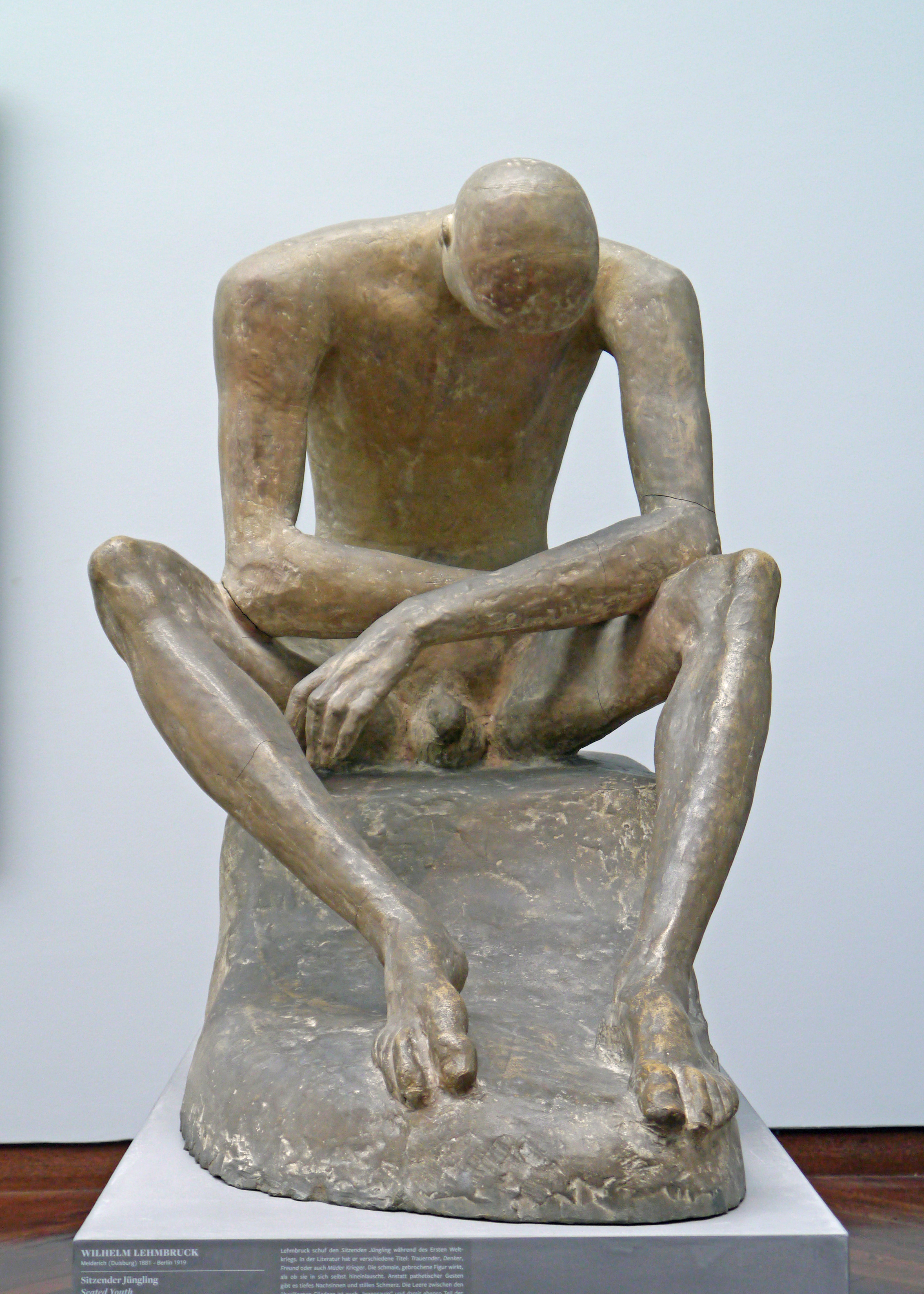
Sitzender Jüngling (1916/1917)
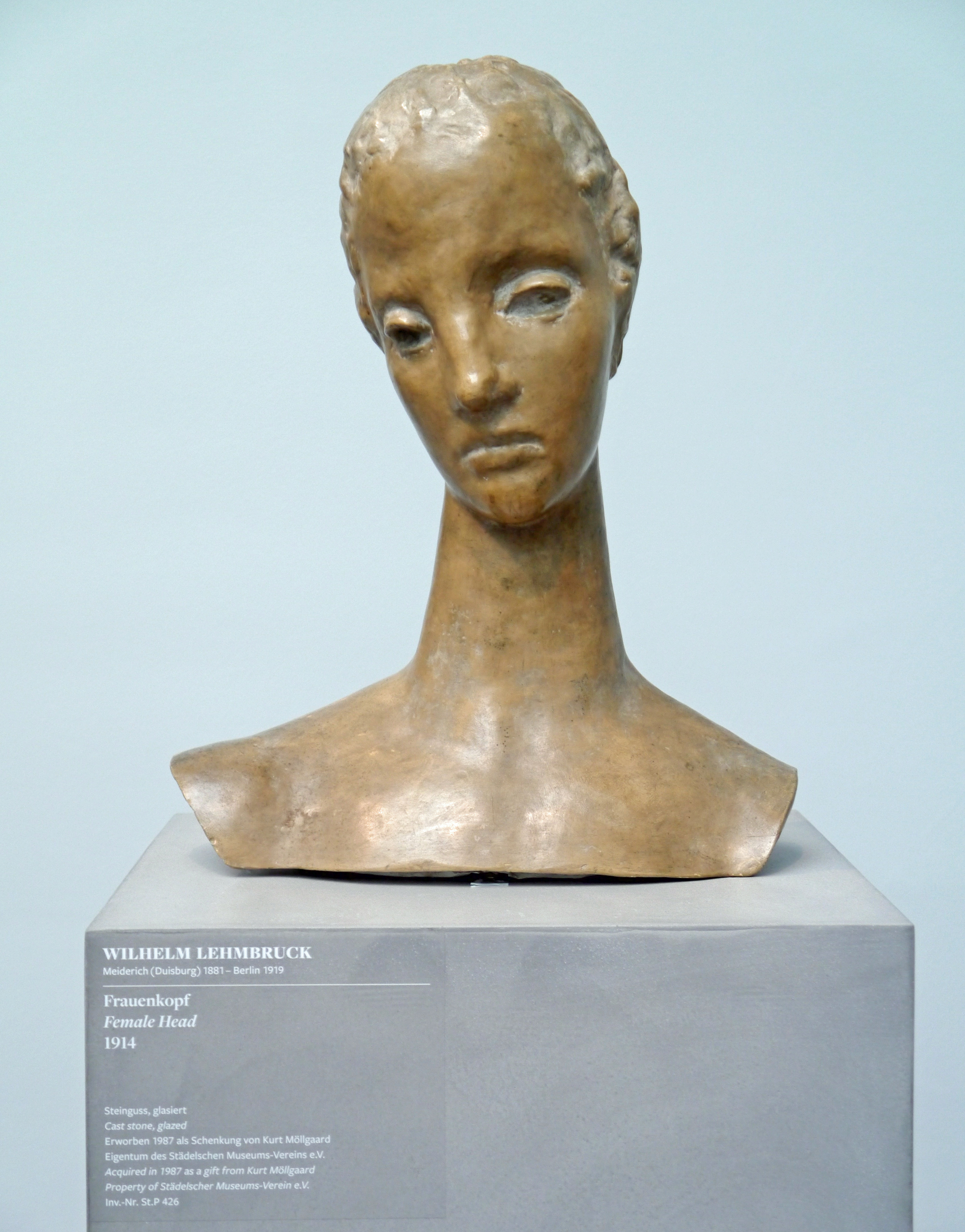
Frauenkopf (1914)

## Nachwirkung und Ehrungen
Sein Werk wird heute im Duisburger Wilhelm Lehmbruck Museum präsentiert. Dieses wurde in den 1960er Jahren von seinem Sohn Manfred Lehmbruck, einem renommierten Museumsarchitekten, erbaut.
In Köln, Mannheim-Feudenheim, Hamburg-Billstedt, im Berliner Bezirk Friedrichshain-Kreuzberg und in weiteren Städten sind Straßen nach Wilhelm Lehmbruck benannt.
Außerdem ist nach ihm der Asteroid Lehmbruck benannt.
Preise
Seit 1966 wird zu Ehren des Bildhauers Wilhelm Lehmbruck an international bedeutende Künstler alle fünf Jahre der Wilhelm-Lehmbruck-Preis verliehen. Der Preis ist derzeit mit 10.000 Euro dotiert und mit einer Einzelausstellung im Lehmbruck-Museum verbunden. Für Preisträger Joseph Beuys hatte er „höchste Bedeutung“. Seit 2020 wird das gesamte Preisgeld in Höhe von 10.000 Euro vom Landschaftsverband Rheinland getragen. Der Preis heißt seither Wilhelm-Lehmbruck-Preis der Stadt Duisburg und des Landschaftsverbandes Rheinland.
Als Ergänzung zur Verleihung des großen Wilhelm Lehmbruck-Preises hat die Stadt Duisburg seit 1976 das „Wilhelm-Lehmbruck-Stipendium“ gestiftet.

## Werkverzeichnisse
- Paul Westheim: Wilhelm Lehmbruck. Das Werk Lehmbrucks in 84 Abbildungen mit einem Porträt von Ludwig Meidner Gustav Kiepenheuer Verlag, Potsdam/Berlin 1919.
- Erwin Petermann [Hrsg.]: Die Druckgraphik von Wilhelm Lehmbruck. Verzeichnis. Hatje, Stuttgart 1964.
- Gerhard Händler: Wilhelm Lehmbruck. Die Zeichnungen der Reifezeit. Hatje, Stuttgart 1985, ISBN 3-7757-0188-5.
- Margarita C. Lahusen: Wilhelm Lehmbruck. Gemälde und großformatige Zeichnungen. Hirmer, München 1997, ISBN 3-7774-6370-1.
- Dietrich Schubert: Wilhelm Lehmbruck. Catalogue raisonné der Skulpturen (1898–1919). Wernersche Verlagsgesellschaft, Worms 2001, ISBN 3-88462-172-6.